# Liste der Bodendenkmale in Doberschütz
In der Liste der Bodendenkmale in Doberschütz sind die Bodendenkmale der Gemeinde Doberschütz und ihrer Ortsteile nach dem Stand der Auflistung von Klaus Kroitzsch und Harald Quietzsch aus dem Jahr 1984 aufgelistet. Eventuelle Änderungen und Ergänzungen, insbesondere aus der Zeit nach der Wende, sind nicht berücksichtigt, da für Sachsen aktuell keine neueren allgemein zugänglichen Bodendenkmallisten vorliegen. Die Baudenkmale sind in der Liste der Kulturdenkmale in Doberschütz aufgeführt.
| Denkmal-ID | Fundart             | Ortsteil | Bezeichnung                     | Zeitstellung    | Lage | Bemerkungen                                                                         | Bild |
| ---------- | ------------------- | -------- | ------------------------------- | --------------- | --- | ----------------------------------------------------------------------------------- | ---- |
| ?          | Grabmal > Grabhügel | Battaune | Gruppe von über 20 Hügelgräbern | Bronzezeit      | ostsüdöstlich des Orts im Doberschützer Forst, Forstrevier Battaune Abteilungen 202 und 230 und Forstrevier Doberschütz Abteilung 322, beiderseits von Flügel C an der Kreuzung mit dem Weg von Doberschütz nach Torfhaus, auf dem Gebiet der Gemarkungen Battaune und Mockrehna | Schutz seit 1. November 1957                                                        |      |
| ?          | besonderer Stein    | Mensdorf | Steinkreuz                      | Spätmittelalter | südöstlicher Ortsrand, Einmündung des Verbindungswegs von der Straße von Eilenburg nach Düben in den Ort | Schutz seit 25. März 1963                                                           |      |
| ?          | Grabmal > Grabhügel | Wöllnau  | Gruppe von 20 Hügelgräbern      | Bronzezeit      | westnordwestlich des Orts im Wald, Forstrevier Gruna Abteilungen 640 und 641 | Hügel mit bis zu 30 m Durchmesser und bis zu 3 m Höhe, Schutz seit 1. November 1957 |      |